# Fabien Laurenti
Fabien Laurenti (Marsiglia, 1º giugno 1983) è un ex calciatore francese, difensore.

## Palmarès

### Club

#### Competizioni nazionali
- Ligue 2: 1

Lens: 2008-2009